# Phuture
Phuture (conocido contemporáneamente como Phuture 303) es un grupo de acid house de Chicago fundado en 1985 por Spanky, DJ Pierre and Herb J. Su tema de 12 minutos Acid Tracks (1987) está considerado como el primer tema de acid house de la historia, si bien este título está discutido,[cita requerida] marcando un antes y un después en el sonido house de Chicago.

## Miembros

### Miembros actuales
- Professor Traxx (Damon Nelomns) (1985–presente)

### Antiguos miembros
- Spanky (Earl Smith Jr.) (1985–2016 ✝)
- DJ Pierre (Nathaniel Pierre Jones) (1985–1990)
- Herb J (Herbert Jackson) (1985–1988)
- Jay Juniel (1990)
- L.A. Williams (1997)
- Phill Little (1990)
- Roy Davis Jr. (1990–1997)
- DJ Skull (Ron Maney) (1996–1997)
- Frankie Knuckles (esta muerto)

## Discografía

### Singles y maxisencillos
- Acid Tracks (1987)
- The Creator (1988)
- We Are Phuture (1988)
- Do You Wanna Get Funky (1989)
- Rise From Your Grave (1992)
- Inside Out (1993)
- Mental Breakdown (1994)
- Spirit (1994)
- Acid Tracks / String Free (Phuture/Phortune) (1994)
- Times Fade (Phuture The Next Generation) (1996)
- Alpha & Omega (1996)
- Acid Soul (1997)
- Jack 2 Jack (Robert Owens/Phuture) (1998)
- Hardfloor Will Survive (Hardfloor vs. Phuture 303) (1998)
- Phreedom! (1997)
- Thunder Part One (2000)
- Thunder Part Two (2000)
- Soulgers Of Tekkno (2000)
- Washing Machine / Got The Bug (Mr. Fingers/Phuture) (2002)

### Álbumes
- Alpha & Omega (1997)
- Survival's Our Mission (2001)

### Remixes
- Roy Davis Jr.: Heart Attack (Phuture’s Mix) (1994)
- DJ Pierre: Matrix Chamber (Phuture 303 Deep Underground Mix) (1999)
- Zzino vs. Filterheadz: No Weapons (Phuture 303 Remix) (2002)